# Коваль Василь Михайлович
Коваль Василь Михайлович (01.05.1966, с. Сваричів Рожнятівського району Івано-Франківської області) — етномузикознавець, композитор, кандидат мистецтвознавства, член Національної спілки композиторів України.

## Життєпис[1]
Навчався в Івано-Франківському музичному училищі (1985, клас баяна Ольги Новікової), Вищому державному музичному інституті ім. М. В. Лисенка (1993, клас композиції Лешека Мазепи, 1994, клас етномузикології Богдана Луканюка). Захистив кандидатську дисертацію на тему «Генеза локальної типологічно гетерогенної народновокальної традиції (на матеріалах з околиць на північний захід від Горган)», науковий керівник професор Богдан Луканюк (Львів, 2007).
Працює у Львівській національній музичній академії ім. М. В. Лисенка із 1987 року. 1987—1988—підсобний робочий ЛДК, з 1991 — лаборант, із 1993 — старший лаборант, з 1995 — молодший науковий співробітник, від 1999 до 2018 — завідувач, а з 2018 — старший науковий співробітник Проблемної науково-дослідної лабораторії музичної етнології. Також паралельно працює на кафедрі музичної фольклористики академії. З 2002 року — викладач, із 2006 — старший викладач. Від 2007 й дотепер — доцент кафедри музичної фольклористики.
Працював і поза межами академії. 1991—1992 — інспектор Радянського відділення Ощадбанку м. Львова. 1994—1999—старший лаборант відділу фольклористики Інституту народознавства Національної академії наук України. З 2006 — асистент, а з 2007 до 2009 року — доцент кафедри театрознавства та акторської майстерності Львівського національного університету ім. І. Франка.
Василь Коваль провів понад 60 фольклористично-етнографічних експедицій, в яких провів 237 сеансів та згромадив 5267 народномузичних творів. Організатор та учасник всеукраїнських та міжнародних наукових конференцій.
Сфера наукових інтересів: трансформація типових народнопісенних форм, народномузичні діалекти, історія та теорія етномузикологічної транскрипції.
Викладає курси: «Аналіз народномузичних творів», «Фольклористична практика», «Музично-етнографічна документація». Керує написанням магістерських та аспірантських робіт.

### Доробок[2]
Василь Коваль є автором понад 40 наукових публікацій, а також упорядником та редактором збірників наукових праць та фольклорних творів. Композиторський доробок становлять камерні, симфонічні, камерно-симфонічні, хорові твори та композиції для окремих інструментів (баяна, фортепіано, скрипки).

### Основні праці
- Генеза локальної типологічно гетерогенної народновокальної традиції (на матеріалах з околиць на північний захід від Горган): автореферат дис… канд. мистецтвознавства: 17.00.03. Львів, 2006. 20 с.
- Народна пісенність підльвівської Звенигородщини. Збірник / зібрала та упорядкувала Ольга Харчишин. Нотні транскрипції Василя Коваля. Львів, 2005. 352 c.
- Музичний фольклор // Етнографія України: навчальний посібник / за редакцією професора Степана Макарчука. Видання 2-ге, перероблене і доповнене. Львів: Світ, 2004. С. 425—431.
- Народномузичні діалекти в околицях на північний захід від Горган // Етномузика. Львів, 2008. Число 5: збірка статей та матеріалів на честь 100-ї річниці експедиції для фонографування дум / упорядники Ірина Довгалюк, Юрій Рибак. С. 27–39. Наукові збірки ЛНМА ім. М. В. Лисенка; вип. 22.
- Українські теоретично-практичні здобутки з музично-етнографічної транскрипції (нариси) // Етномузика. Львів, 2010. Число 6: збірка статей та матеріалів до 100-ліття теорії музично-етнографічної транскрипції / упорядник Василь Коваль. С. 9–31. Наукові збірки ЛНМА ім. М. В. Лисенка, вип. 25.
- Коломийки // Історія української музики. Том 1: Від найдавніших часів до XVIII століття. Книга 1: Народна музика. Київ, 2016. С. 316—324.
- Трансформационно-модифицированные процессы в 14-сложных (5 + 5 + 4) колядках (по материалам из окрестностей северо-западнее Горган) // Tradicia ir dabartis / Tradition & Contemporarity: Scientific works / Edited by Prof. Dr. Rimantas Sliužinskas, PhD Candidate Halyna Pshenichkina. Klaipéda, 2018. P. 61–80.
- Трансформаційно-модифікаційні процеси в 13-складових колядках (за матеріалами з околиць на північний захід від Горган) // Проблеми етномузикології: збірник наукових статей / упорядник Ірина Клименко. Київ, 2013. Вип. 8. С. 64–75 + карта К4а. Серія Слов'янська мелогеографія; кн. 4.
- Весільний ладканковий прототип 5+3 на Підгорганні: модифікаційно-трансформаційні процеси // Проблеми етномузикології: науково-методичний збірник / редактор-упорядник Маргарита Скаженик. Київ, 2015. Вип. 10. С. 66–80.